# Борок (Новгородський район)
Борок (рос. Борок) — присілок в Новгородському районі Новгородської області Російської Федерації.
Населення становить 45 осіб. Входить до складу муніципального утворення Борківське сільське поселення.

## Історія
Від 2004 року входить до складу муніципального утворення Борковське сільське поселення.

## Населення
| 2010 |
| ---- |
| 45   |